# Fuchsia excorticata
Fuchsia excorticata är en dunörtsväxtart som först beskrevs av J. R. och G. Forst., och fick sitt nu gällande namn av Carl von Linné d.y.. Fuchsia excorticata ingår i släktet fuchsior, och familjen dunörtsväxter. Inga underarter finns listade i Catalogue of Life.

## Bildgalleri

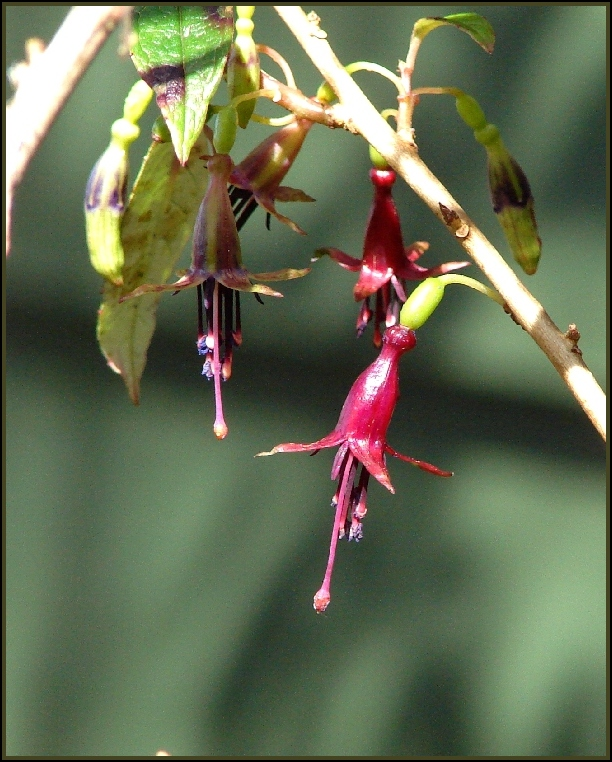
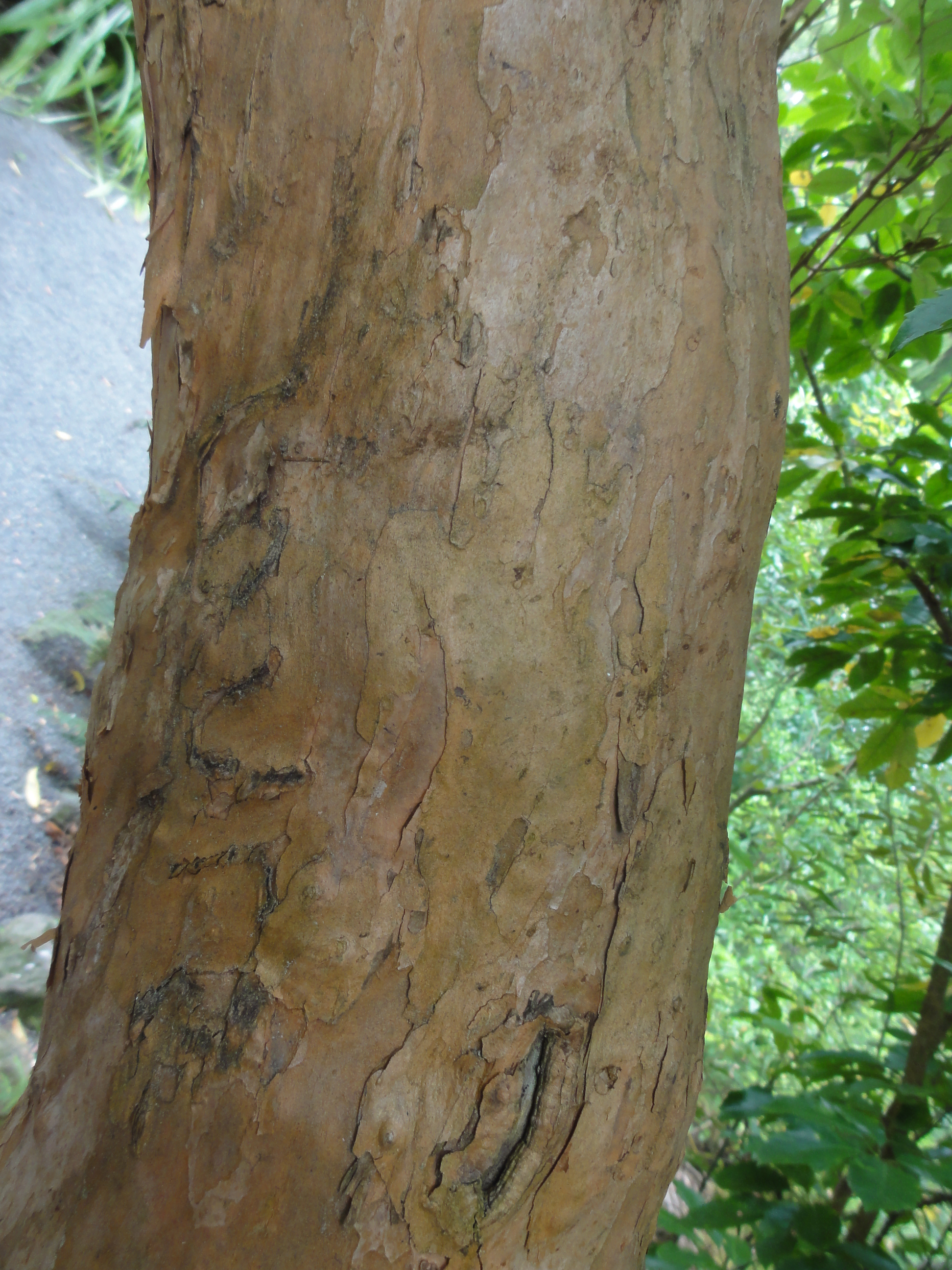
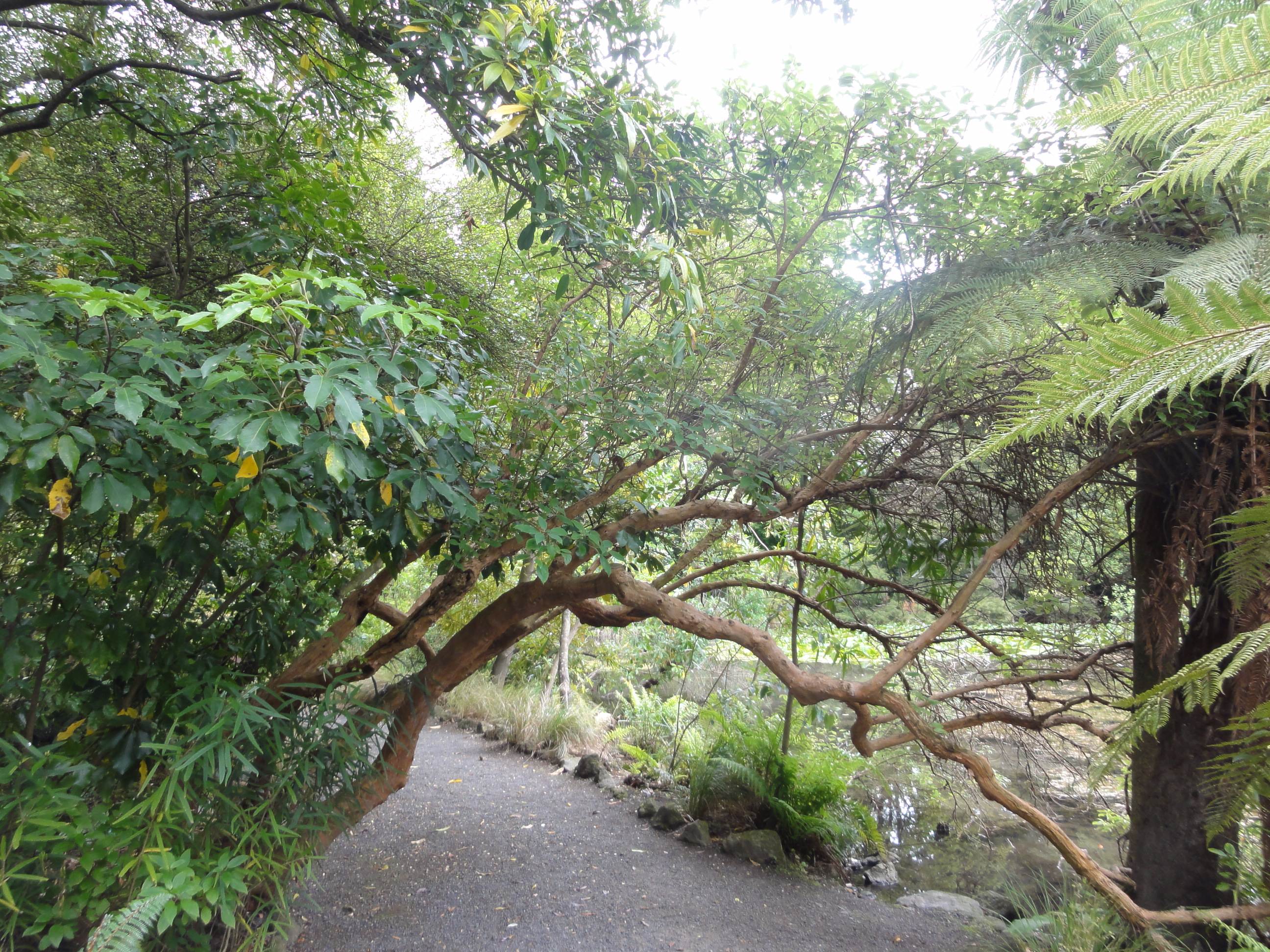
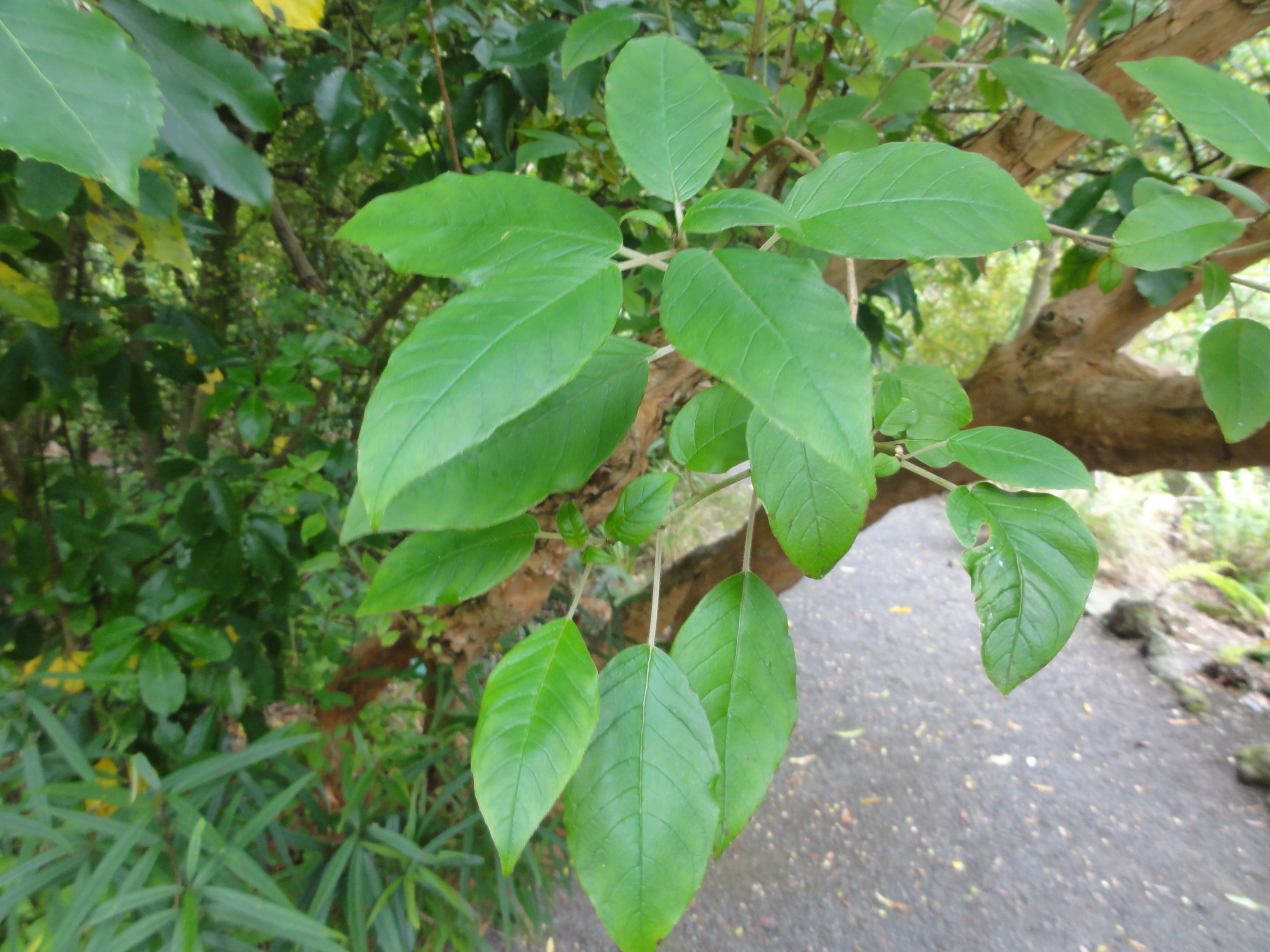
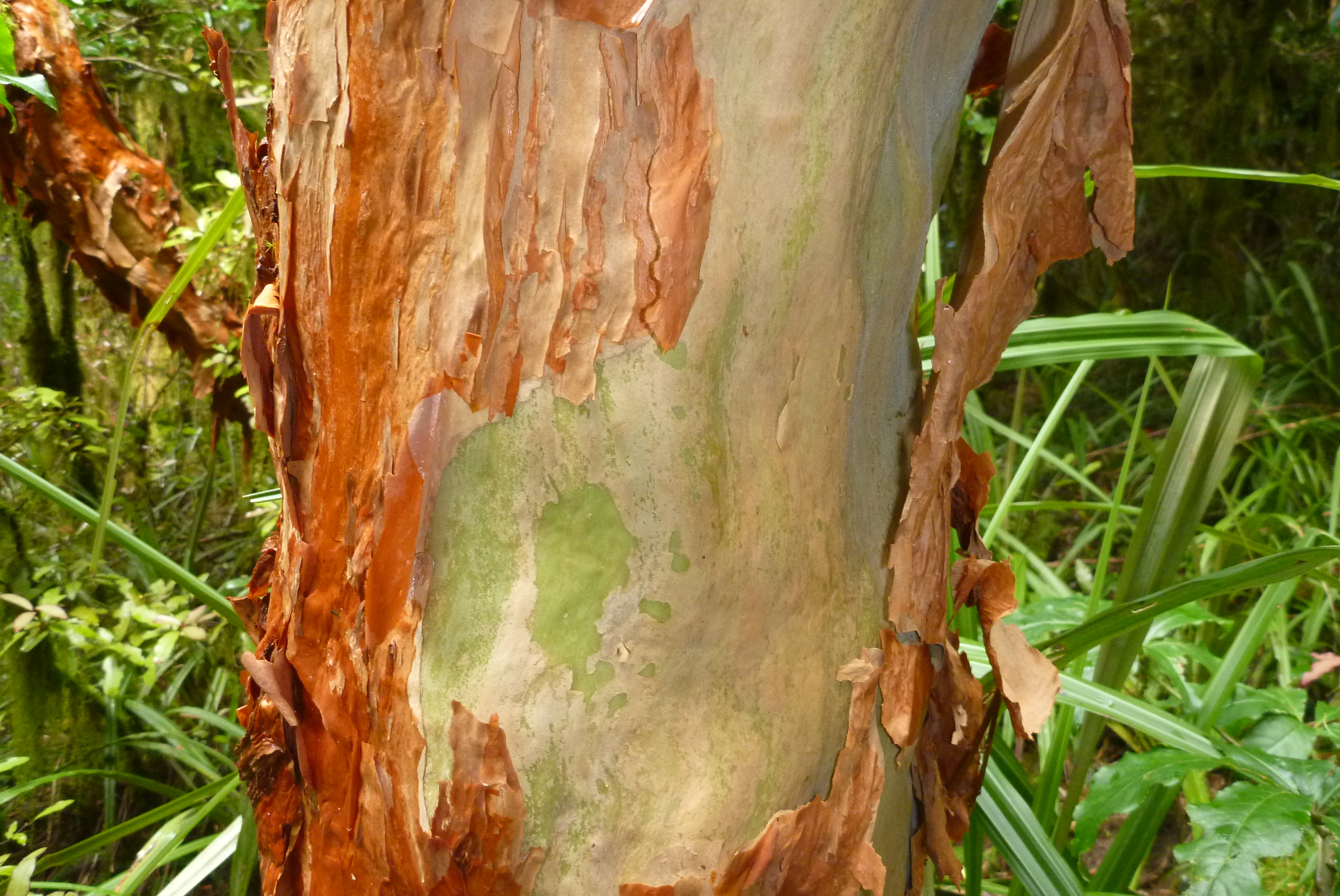
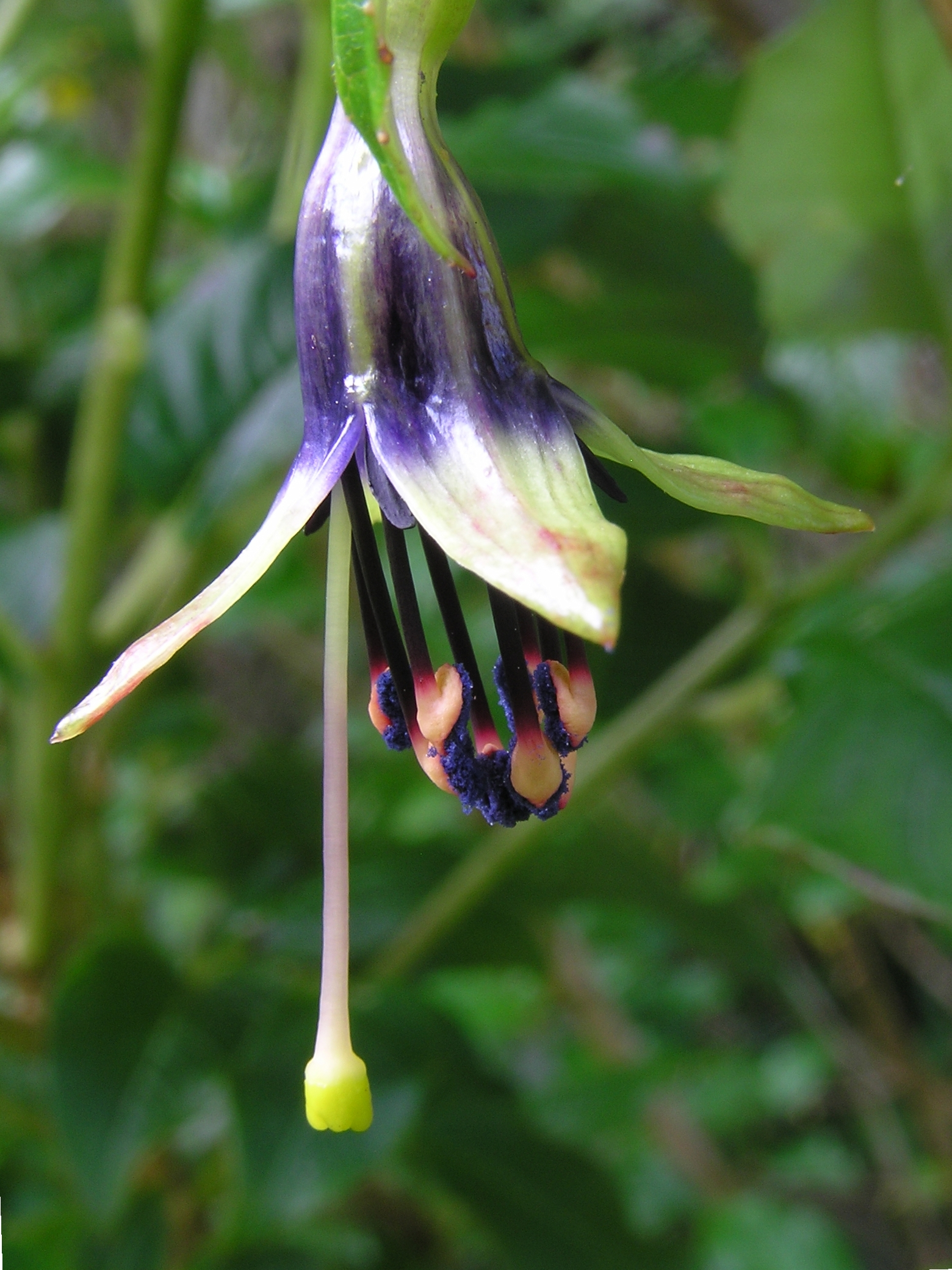